# Nordische Apfelwanze
Die Nordische Apfelwanze (Lygocoris rugicollis), auch Nördliche- oder Grüne Apfelwanze genannt, ist eine Wanze aus der Familie der Weichwanzen (Miridae).

## Merkmale
Die Nordische Apfelwanze erreicht eine Körperlänge von 5,5 bis 7,0 Millimetern. Die Art besitzt wie alle Vertreter der Gattung Lygocoris feine, unauffällige blass-braune Tibialsporne und zeigt bei starker Vergrößerung betrachtet eine Unterbrechung im Kiel zwischen den Facettenaugen. Das Pronotum ist ziemlich gerade verlaufende Seitenränder. Durch diese Merkmale kann man die Tiere von anderen ebenso grün gefärbten Wanzenarten unterscheiden. Das Pronotum der Nordischen Apfelwanze ist stark gerunzelt und auf der kompletten Oberseite fehlen deutlich erkennbare Härchen. Der Seitenrand der Tiere ist häufig gelb gefärbt.

## Vorkommen
Die Art ist holarktisch verbreitet und kommt in Europa mit Ausnahme des Südens vor. Weiter östlich reicht das Verbreitungsgebiet bis nach Sibirien, außerdem umfasst dieses auch das nördliche Nordamerika. In Mitteleuropa tritt die Art nicht überall auf und ist nur lokal, vor allem im Bergland, häufig. Die adulten Tiere treten von Ende Mai bis Juni und Juli auf, je nach Bedingungen tritt auch eine Zweite Generation von August bis September auf.

## Lebensweise
Die pflanzenfressende Art besiedelt Laubgehölze und war ursprünglich nur an Weiden (Salix) (Sal-Weide (Salix caprea), Asch-Weide (Salix cinerea), Purpur-Weide (Salix purpurea) und Korb-Weide (Salix viminalis)) und einigen anderen Gattungen, wie etwa Erlen (Alnus) zu finden, kommt aber seit etwa 150 Jahren auch regional an verschiedenen Kulturpflanzen, wie z. B. Kulturapfel (Malus domestica), Johannisbeeren (Ribes) vor. Insbesondere im atlantisch beeinflussten West- und Nordeuropa ist sie an Äpfeln von wirtschaftlicher Bedeutung, verlor aber in den letzten etwa 50 Jahren dabei an Bedeutung. Durch das Saugen der Nymphen im April und Mai werden junge Triebe geschädigt, die in weiterer Folge absterben. Außerdem werden die Früchte durch das Saugen in ihrem Aussehen beeinträchtigt. Die adulten Tiere verursachen durch ihr Saugen an den Blättern braune Flecken. Die Weibchen stechen ihre Eier in die verholzten Teilen der Nahrungspflanzen, wie an den Trieben und dem älteren Holz ein.

## Belege
1. ↑  Lygocoris rugicollis. British Bugs, abgerufen am 3. Oktober 2013.
2. 1 2  Ekkehard Wachmann, Albert Melber, Jürgen Deckert: Wanzen (= Die Tierwelt Deutschlands und der angrenzenden Meeresteile nach ihren Merkmalen und nach ihrer Lebensweise. 75. Teil). Band 2: Cimicomorpha: Microphysidae (Flechtenwanzen), Miridae (Weichwanzen). Goecke & Evers, Keltern 2006, ISBN 3-931374-57-2, S. 84 f.